# 集合域
在集合代数中，域，或者代数，是指一种有序对{\displaystyle \,(\Omega ,{\mathcal {F}})\,}，其中 {\displaystyle \Omega } 是集合，{\displaystyle \,{\mathcal {F}}\,} 是由集合 {\displaystyle \Omega } 的一些子集构成的一种集类，它满足 {\displaystyle \Omega } 自身是它的元素，且对加法（有限并）封闭和乘法（有限交）及逆（余集）运算封闭。在这样的集类中，空集类似于 0，因为和它相加（并）的任何集合结果还是自身；全集相当于 1，因为和它相乘（交）的任何集合还是自身。
也可把满足上述条件的集类{\displaystyle \,{\mathcal {F}}\,}称为域或代数

## 定义
非空集类 {\displaystyle {\mathcal {F}}\subseteq {\mathcal {P}}(\Omega )} 若满足以下条件：
1. {\displaystyle \Omega \in {\mathcal {F}}}；
2. {\displaystyle \forall A,B\in {\mathcal {F}},A\cup B\in {\mathcal {F}},A\cap B\in {\mathcal {F}}}(对有限并、有限交封闭)；
3. {\displaystyle \forall A\in {\mathcal {F}},A^{c}\in {\mathcal {F}}}(对补集运算封闭).

则称其为 {\displaystyle \Omega } 上的一个代数。
或者可以把代数定义为有元素 {\displaystyle \Omega } 和空集、对有限交（或有限并）和余集运算封闭的 {\displaystyle \Omega } 的子集类，这两者是等价的。

## 性质
无论从哪个定义出发，利用德摩根定律和集合交与并运算的分配律，都可列出代数具有如下性质：空集和全集是它的元素、对有限并和有限交封闭、对补集运算封闭、对差集运算封闭。
一个代数也一定是一个环。用可列不交并封闭一个代数，将得到一个σ-代数:5，而后者是数学严格化测度论与概率论非常重要的一种集类。
其中用可列不交并封闭一个代数 {\displaystyle {\mathcal {F}}} 得到的新集类定义是：
{\displaystyle {\mathcal {F}}_{\sum \!f}:=\left\{A|A=\sum _{i=1}^{n}A_{i},A_{i}\in {\mathcal {F}},i\neq j\Rightarrow A_{i}\cap A_{j}=\emptyset ,i,j=1,2,\cdots \right\}}

## 其他定义
- {\displaystyle \,{\mathcal {F}}\,} 是 {\displaystyle \Omega } 的幂集布尔代数的子代数。在明确上下文时，亦称 F 为集合域。
- {\displaystyle \Omega } 的元素称为点，而 {\displaystyle \,{\mathcal {F}}\,} 的元素称为复形。

集合域在布尔代数的表示理论中扮演中心角色。所有布尔代数都可以被表示为集合域。